# Feuillées
Pour les articles homonymes, voir Feuillée (homonymie).

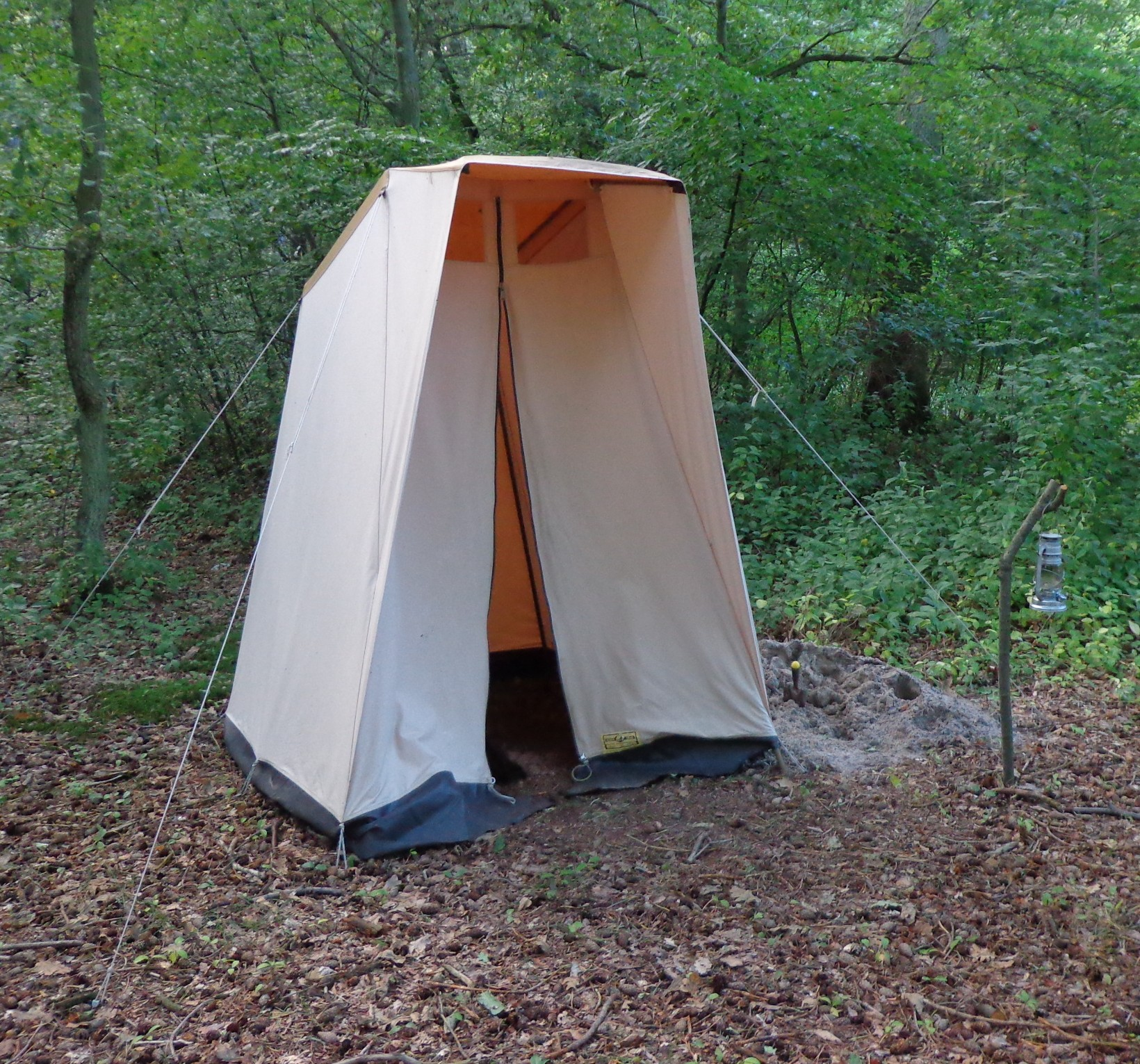
Toile protégeant les feuillées, à droite le tas de sable destiné à recouvrir les excréments.

Le mot feuillées désigne les toilettes provisoires d'un camp militaire ou d'un camp scout.

## Description
Les feuillées sont constituées en général d'un trou creusé dans le sol, parfois surmonté d'une construction rustique et provisoire en bois pour s'appuyer ou supportant un siège de toilettes. Aujourd’hui, elles sont habituellement cachées par une toile ou une bâche qui permet également de se protéger des intempéries.  Autrefois, elles étaient protégées du regard par une haie de branchages feuillus plantés dans le sol, d'où leur nom. 

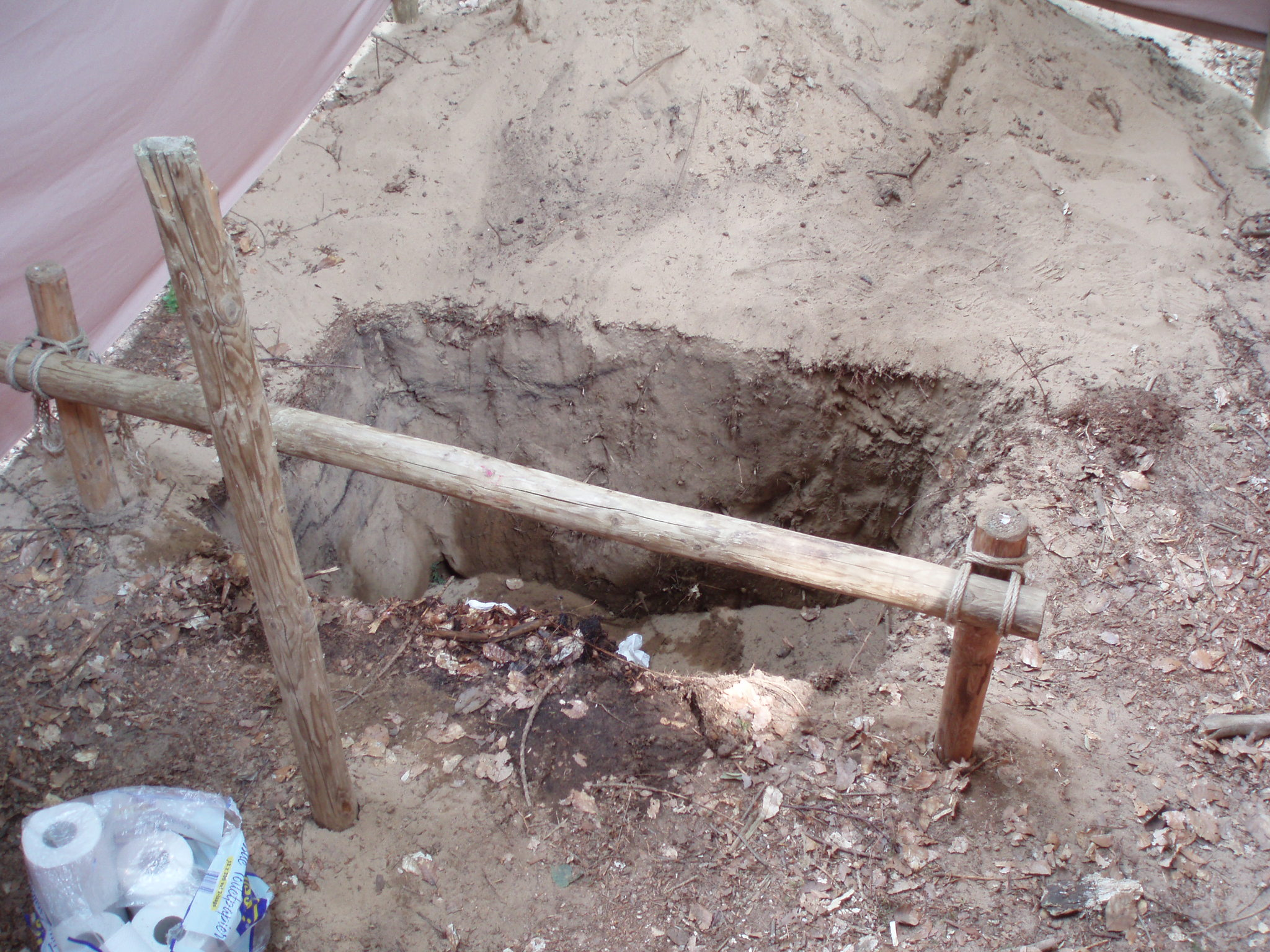
Trou avec siège d'appui rudimentaire en bois.

Les feuillées sont généralement isolées du reste du camp par respect de l'intimité et par hygiène.
Dans certains groupes militaires et de scouts, les feuillées sont délaissées pour des WC-cabines.